# Balclutha denticula
Balclutha denticula är en insektsart som beskrevs av Blocker 1967. Balclutha denticula ingår i släktet Balclutha och familjen dvärgstritar. Inga underarter finns listade i Catalogue of Life.